# Азиз Фахми
Абдел-Азиз Фахми Ахмед Абдел-Вахаб Шехата (1914. — 1991.) био је египатски фудбалски голман који је играо за Египат на Светском првенству у фудбалу 1934. Играо је и за Ал Ахли и Замалек.